# Playoffs NBA 1975
Los Playoffs de la NBA de 1975 fueron el torneo final de la temporada 1974-75 de la NBA. Concluyó con la victoria de Golden State Warriors, campeón de la Conferencia Oeste, sobre Washington Bullets, campeón de la Conferencia Este, por 4-0.
Los Warriors ganaron su tercer título de la NBA, el primero desde 1956 como Philadelphia Warriors. Rick Barry fue nombrado el MVP de las Finales.
El formato del playoffs fue revisado de nuevo. Ahora desde los dos primeros finalistas de cada división hasta los terceros clasificados tendrían garantizada la clasificación en los playoffs. Una vez que cada conferencia tuviese a sus equipos seleccionados, los cuartos y quintos clasificados de cada conferencia deberían disputar una serie al mejor de tres partidos y el que venciese de estos jugaría en las semifinales de conferencia ante el primer clasificado en una serie al mejor de siete encuentros, mientras que el segundo y el tercer clasificado jugarían la otra semifinal con el mismo número de enfrentamientos.
Con ocho años de historia, Seattle SuperSonics se clasificaron por primera vez en estos playoffs, ganando de esta forma sus primeras series de playoffs en la historia de la franquicia ante Detroit Pistons. Seattle sería capaz de llegar a las Finales en los años 1978 y 1979, siendo en este último año cuando ganarían su primer campeonato.
Kansas City-Omaha Kings harían su primera aparición desde 1967, llamados por aquel entonces Cincinnati Royals, y Houston Rockets se clasificarían para los playoffs por primera vez desde 1969, cuando todavía jugaban en San Diego.
Estos playoffs ampliaron la franja de equipos que los disputaban de 8 a 10 equipos; se volvería a expandir esta cifra en 1977 a 12 y desde 1984 sería de 16.

## Tabla
|  | Primera Ronda     | Primera Ronda | Primera Ronda |   |  | Semifinales de Conferencia | Semifinales de Conferencia | Semifinales de Conferencia |  |  | Finales de conferencia | Finales de conferencia | Finales de conferencia |  |  | Finales de la NBA | Finales de la NBA | Finales de la NBA |
|  |                   |               |               |   |  |                            |                            |                            |  |  |                        |                        |                        |  |  |                   |                   |                   |
|  | E4                | Houston       | 2             |   |  | E1                         | Boston*                    | 4                          |  |  |                        |                        |                        |  |  |                   |                   |                   |
|  | E4                | Houston       | 2             |   |  | E1                         | Boston*                    | 4                          |  |  |                        |                        |                        |  |  |                   |                   |                   |
|  | E5                | New York      | 1             |   |  | E4                         | Houston                    | 1                          |  |  |                        |                        |                        |  |  |                   |                   |                   |
|  | E5                | New York      | 1             |   |  | E4                         | Houston                    | 1                          |  |  |                        |                        |                        |  |  |                   |                   |                   |
|  |                   |               |               |   |  |                            |                            |                            |  |  | E1                     | Boston*                | 2                      |  |  |                   |                   |                   |
|  | Conferencia Este  |               |               |   |  |                            |                            |                            |  |  | E1                     | Boston*                | 2                      |  |  |                   |                   |                   |
|  |                   | E2            | Washington*   | 4 |  |                            |                            |                            |  |  |                        |                        |                        |  |  |                   |                   |                   |
|  |                   |               |               |   |  |                            |                            |                            |  |  |                        |                        |                        |  |  |                   |                   |                   |
|  |                   |               |               |   |  | E3                         | Buffalo                    | 3                          |  |  |                        |                        |                        |  |  |                   |                   |                   |
|  |                   |               |               |   |  | E3                         | Buffalo                    | 3                          |  |  |                        |                        |                        |  |  |                   |                   |                   |
|  | E2                | Washington*   | 4             |   |  |                            |                            |                            |  |  |                        |                        |                        |  |  |                   |                   |                   |
|  | E2                | Washington*   | 4             |   |  |                            |                            |                            |  |  |                        |                        |                        |  |  |                   |                   |                   |
|  |                   |               |               |   |  |                            |                            |                            |  |  |                        |                        |                        |  |  | E2                | Washington*       | 0                 |
|  |                   |               |               |   |  |                            |                            |                            |  |  |                        |                        |                        |  |  | E2                | Washington*       | 0                 |
|  |                   | W1            | Golden State* | 4 |  |                            |                            |                            |  |  |                        |                        |                        |  |  |                   |                   |                   |
|  |                   |               |               |   |  |                            |                            |                            |  |  |                        |                        |                        |  |  |                   |                   |                   |
|  | W4                | Seattle       | 2             |   |  | W1                         | Golden State*              | 4                          |  |  |                        |                        |                        |  |  |                   |                   |                   |
|  | W4                | Seattle       | 2             |   |  | W1                         | Golden State*              | 4                          |  |  |                        |                        |                        |  |  |                   |                   |                   |
|  | W5                | Detroit       | 1             |   |  | W4                         | Seattle                    | 2                          |  |  |                        |                        |                        |  |  |                   |                   |                   |
|  | W5                | Detroit       | 1             |   |  | W4                         | Seattle                    | 2                          |  |  |                        |                        |                        |  |  |                   |                   |                   |
|  |                   |               |               |   |  |                            |                            |                            |  |  | W1                     | Golden State*          | 4                      |  |  |                   |                   |                   |
|  | Conferencia Oeste |               |               |   |  |                            |                            |                            |  |  | W1                     | Golden State*          | 4                      |  |  |                   |                   |                   |
|  |                   | W2            | Chicago*      | 3 |  |                            |                            |                            |  |  |                        |                        |                        |  |  |                   |                   |                   |
|  |                   |               |               |   |  |                            |                            |                            |  |  |                        |                        |                        |  |  |                   |                   |                   |
|  |                   |               |               |   |  | W3                         | Kansas City-Omaha          | 2                          |  |  |                        |                        |                        |  |  |                   |                   |                   |
|  |                   |               |               |   |  | W3                         | Kansas City-Omaha          | 2                          |  |  |                        |                        |                        |  |  |                   |                   |                   |
|  | W2                | Chicago*      | 4             |   |  |                            |                            |                            |  |  |                        |                        |                        |  |  |                   |                   |                   |
|  | W2                | Chicago*      | 4             |   |  |                            |                            |                            |  |  |                        |                        |                        |  |  |                   |                   |                   |

* Campeón de División

Negrita Ganador de la serie

Cursiva Equipo con ventaja de cancha